# Archiprezbiterat Alcalá la Real
Archiprezbiterat Alcalá la Real – jeden z 15 archiprezbiteratów diecezji Jaén w Hiszpanii. 
Według stanu na lipiec 2016 w jego skład wchodziło 16 parafii. 

## Lista parafii
Źródło:
| Lp. | Miejscowość         | Parafia                                                 | Grafika | Kościół                                                              |
| --- | ------------------- | ------------------------------------------------------- | ------- | -------------------------------------------------------------------- |
| 1   | Alcalá la Real      | Parafia Najświętszego Zbawiciela                        |         | Kościół Najświętszego Zbawiciela w Alcalá la Real                    |
| 2   | Alcalá la Real      | Parafia Matki Bożej Większej                            |         | Kościół Matki Bożej Większej w Alcalá la Real                        |
| 3   | Alcalá la Real      | Parafia św. Dominika de Silos                           |         | Kościół św. Dominika de Silos w Alcalá la Real                       |
| 4   | Alcaudete           | Parafia św. Piotra                                      |         | Kościół św. Piotra w Alcaudete                                       |
| 5   | Alcaudete           | Parafia Najświętszej Maryi Panny                        |         | Kościół Najświętszej Maryi Panny w Alcaudete                         |
| 6   | Castillo de Locubín | Parafia św. Piotra Apostoła                             |         | Kościół św. Piotra Apostoła w Castillo de Locubín                    |
| 7   | Charilla            | Parafia Matki Bożej Różańcowej                          |         | Kościół Matki Bożej Różańcowej w Charilla                            |
| 8   | Frailes             | Parafia św. Łucji męczennicy                            |         | Kościół św. Łucji męczennicy we Frailes                              |
| 9   | La Bobadilla        | Parafia św. Izydora                                     |         | Kościół św. Izydora w La Bobadilla                                   |
| 10  | La Pedriza          | Parafia Niepokalanego Poczęcia Najświętszej Maryi Panny |         | Kościół Niepokalanego Poczęcia Najświętszej Maryi Panny w La Pedriza |
| 11  | La Rábita           | Parafia św. Józefa                                      |         | Kościół św. Józefa w La Rábita                                       |
| 12  | Las Riberas         | Parafia św. Jana Bautista                               |         | Kościół św. Jana Bautista w Las Riberas                              |
| 13  | Noguerones          | Parafia Matki Bożej Dobrej Rady                         |         | Kościół Matki Bożej Dobrej Rady w Noguerones                         |
| 14  | Sabariego           | Parafia Niepokalanego Poczęcia Najświętszej Maryi Panny |         | Kościół Niepokalanego Poczęcia Najświętszej Maryi Panny w Sabariego  |
| 15  | Santa Ana           | Parafia św. Anny                                        |         | Kościół św. Anny w Santa Ana                                         |
| 16  | Ventas del Carrizal | Parafia św. Antoniego                                   |         | Kościół św. Antoniego w Ventas del Carrizal                          |